# نهائي دوري أبطال إفريقيا 2023
نهائي دوري أبطال أفريقيا 2023 هو المباراة النهائية لدوري أبطال أفريقيا 2022–23 التي جرت بين الأهلي المصري و‌الوداد المغربي وهي تكرارٌ لنهائي دوري أبطال أفريقيا 2022. هذه هي المرة الثانية في تاريخ نهائيات دوري أبطال أفريقيا التي يتنافسُ فيها فريقان في نهائيين على التوالي. نجحَ النادي الأهلي في الظفر باللقبِ بنتيجة 3–2 في مجموعِ المبارتين حيثُ انتهت مباراة الذهاب في القاهرة بـ 2–1، فيما انتهت مباراة الإياب في الدار البيضاء بالتعادل الإيجابي بهدفٍ لمثله ليُتوَّج الفريق المصري بذلك بلقبه الحادي عشر مبتعدًا أكثر فأكثر عن باقي الفُرق المنافسة، ومعوّضًا خسارة النهائي السابق أمام نفس الفريق.

## عن الفريقين
في الجدول التالي كانت النهائيات حتى عام 1996 في حقبة كأس إفريقيا للأندية البطلة، وأصبحت منذ عام 1997 في حقبة دوري أبطال أفريقيا.
| الفريق | المنطقة      | الظهور في النهائيات السابقة (الخط الغليظ يُشير إلى بطل تلك النسخة)                             |
| ------ | ------------ | --------------------------------------------------------------------------------------------- |
| الاهلي | شمال أفريقيا | 15 (1982، 1983، 1987، 2001، 2005، 2006، 2007، 2008، 2012، 2013، 2017، 2018، 2020، 2021، 2022) |
| الوداد | شمال أفريقيا | 5 (1992، 2011، 2017، 2019، 2019، 2022)                                                        |

## الطريق إلى النهائي
ملاحظة: في جميع النتائج أدناه يتم إعطاء النتيجة للمتأهل للمباراة النهائية أولًا (د: داخل الأرض، خ: خارج الأرض).
| الأهلي                 | الأهلي                | الأهلي                | الأهلي                | المرحلة            | الوداد                | الوداد                | الوداد                | الوداد                |
| ---------------------- | --------------------- | --------------------- | --------------------- | ------------------ | --------------------- | --------------------- | --------------------- | --------------------- |
| الخصم                  | إجم.                  | مباراة الذهاب         | مباراة الإياب         | جولة التصفيات      | الخصم                 | إجم.                  | مباراة الذهاب         | مباراة الإياب         |
| تأهل مباشر             | تأهل مباشر            | تأهل مباشر            | تأهل مباشر            | الجولة الأولى      | تأهل مباشر            | تأهل مباشر            | تأهل مباشر            | تأهل مباشر            |
| الاتحاد المنستيري      | 4–0                   | 1–0 (خ)               | 3–0 (د)               | الجولة الثانية     | ريفرز يونايتد         | 7–2                   | 1–2 (خ)               | 6–0 (د)               |
| الخصم                  | النتيجة               | النتيجة               | النتيجة               | دور المجموعات      | الخصم                 | النتيجة               | النتيجة               | النتيجة               |
| نادي القطن             | 3–0 (د)               | 3–0 (د)               | 3–0 (د)               | الجولة الأولى      | فيتا كلوب             | 1–0 (د)               | 1–0 (د)               | 1–0 (د)               |
| الهلال السوداني        | 0–1 (خ)               | 0–1 (خ)               | 0–1 (خ)               | الجولة الثانية     | شبيبة القبائل         | 0–1 (خ)               | 0–1 (خ)               | 0–1 (خ)               |
| ماميلودي صن داونز      | 2–2 (د)               | 2–2 (د)               | 2–2 (د)               | الجولة الثالثة     | بترو إتليتيكو         | 1–0 (د)               | 1–0 (د)               | 1–0 (د)               |
| ماميلودي صن داونز      | 2–5 (خ)               | 2–5 (خ)               | 2–5 (خ)               | الجولة الرابعة     | بترو إتليتيكو         | 2–0 (خ)               | 2–0 (خ)               | 2–0 (خ)               |
| نادي القطن             | 4–0 (خ)               | 4–0 (خ)               | 4–0 (خ)               | الجولة الخامسة     | فيتا كلوب             | 0–0 (خ)               | 0–0 (خ)               | 0–0 (خ)               |
| الهلال السوداني        | 3–0 (د)               | 3–0 (د)               | 3–0 (د)               | الجولة السادسة     | شبيبة القبائل         | 3–0 (د)               | 3–0 (د)               | 3–0 (د)               |
| وصيف المجموعة الثانية  | وصيف المجموعة الثانية | وصيف المجموعة الثانية | وصيف المجموعة الثانية | الترتيب النهائي    | متصدر المجموعة الأولى | متصدر المجموعة الأولى | متصدر المجموعة الأولى | متصدر المجموعة الأولى |
| الخصم                  | إجم.                  | الذهاب                | الإياب                | مرحلة خروج المغلوب | الخصم                 | إجم.                  | الذهاب                | الإياب                |
| نادي الرجاء الرياضي    | 2–0                   | 2–0 (د)               | 0–0 (خ)               | ربع النهائي        | نادي سيمبا            | 1–1 (4–3 ج.)          | 0–1 (خ)               | 1–0 (د)               |
| الترجي الرياضي التونسي | 4–0                   | 3–0 (خ)               | 1–0 (د)               | نصف النهائي        | ماميلودي صن داونز     | 2–2 (خ.د)             | 0–0 (د)               | 2–2 (خ)               |

## الملعب
أقيمت المباراة النهائية على شكلِ مبارتين (ذهاب وإياب). في حالة ما تعادلَ الفريقين في مجموع الأهداف بعد المبارتين، فسيتمُّ تطبيق قاعدة الأهداف خارج الأرض، وفي حالة ما استمرَّ التعادل حتى بعد تطبيق هذه القاعدة فستذهبُ المباراة للأشواط الإضافيّة ثمّ إلى ركلات الترجيح لتحديد هويّة الفائز.
|  |  |